# 中央市立田富中学校
中央市立田富中学校（ちゅうおうしりつたとみちゅうがっこう）は、山梨県中央市にある公立の中学校である。2006年（平成18年）2月20日の田富町、玉穂町、豊富村との合併に伴い、「田富町立田富中学校」から「中央市立田富中学校」へ改称。

## 概要
山梨県中央市の公立中学校であり、1947年（昭和22年）に開校した。
現在のクラス数は1年6クラス、2、3年4クラスで特殊学級を含むと計13クラスと県下では規模の大きい中学校である。
在学生は、田富地区（旧 田富町）に居住する生徒である。
田富南小学校区、田富北小学校区(一部地区を除く)の生徒は自転車による通学が可能(申請が必要)。

## 所在地
〒409-3841
山梨県中央市布施2493
- 最寄駅 JR身延線 東花輪駅
- 最寄バス停 山梨交通 「田富学校」バス停

## 沿革
- 1947年（昭和22年） - 開校（田富小学校の教室を借りて）
- 1948年（昭和23年）10月20日 - 校舎完成（この日をもって創立記念日とする）
- 2006年（平成18年）2月20日 - 田富町、玉穂町、豊富村との合併に伴い、「田富町立田富中学校」から「中央市立田富中学校」へ改称。

## 学校行事
- 青雲祭

文化祭、体育祭を行う。
青雲祭の「青雲」は、校歌の歌詞に由来。毎年9月上旬から中旬頃に行われる。
- 合唱コンクール

校内の合唱コンクール。毎年12月に行われている。2018年度は11月に開催された。

## 部活動
田富中学校の部活動は14部活動あり、全員入部制をとっている。しかし、クラブチーム等の外部団体で活動を行っている生徒については「青雲部」という部に属し、特に学校内での活動は行わない。
活躍については、女子卓球部が山梨県中学校総合体育大会で3連覇。また、女子バスケットボール部や男子バレーボール部、合唱部や吹奏楽部も各種大会で関東大会や西関東大会へと勝ち進むことが多い。

## 学校周辺
- 中央市立田富小学校
- 東花輪駅
- はくばく